# Tummo
| Tibetische Bezeichnung                                   |
| -------------------------------------------------------- |
| Tibetische Schrift: གཏུམ་མོ་                               |
| Wylie-Transliteration: gTum·mo                           |
| Andere Schreibweisen: verkürzt: གཏུམོ་ gTumo; Tumo, Tum-mo |
| Chinesische Bezeichnung                                  |
| Traditionell: 靈熱                                       |

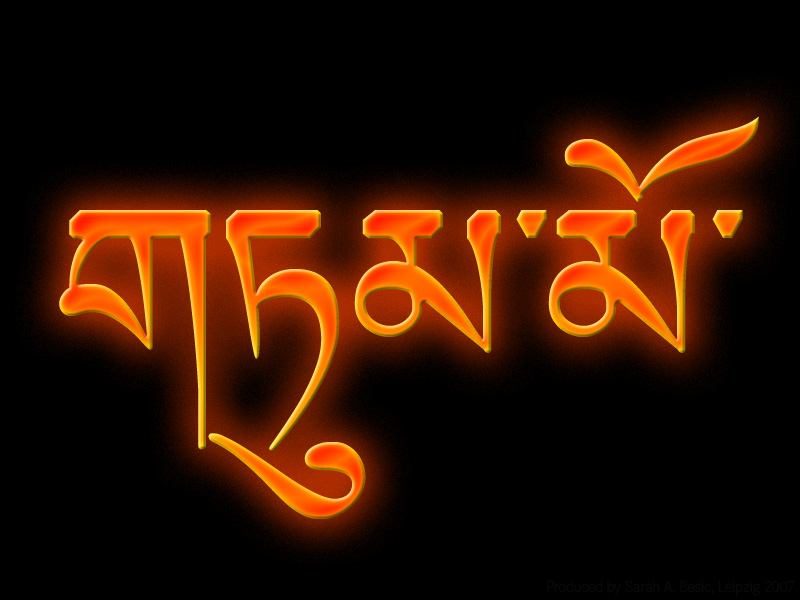
Das Wort „Tummo“ in tibetischer Schrift

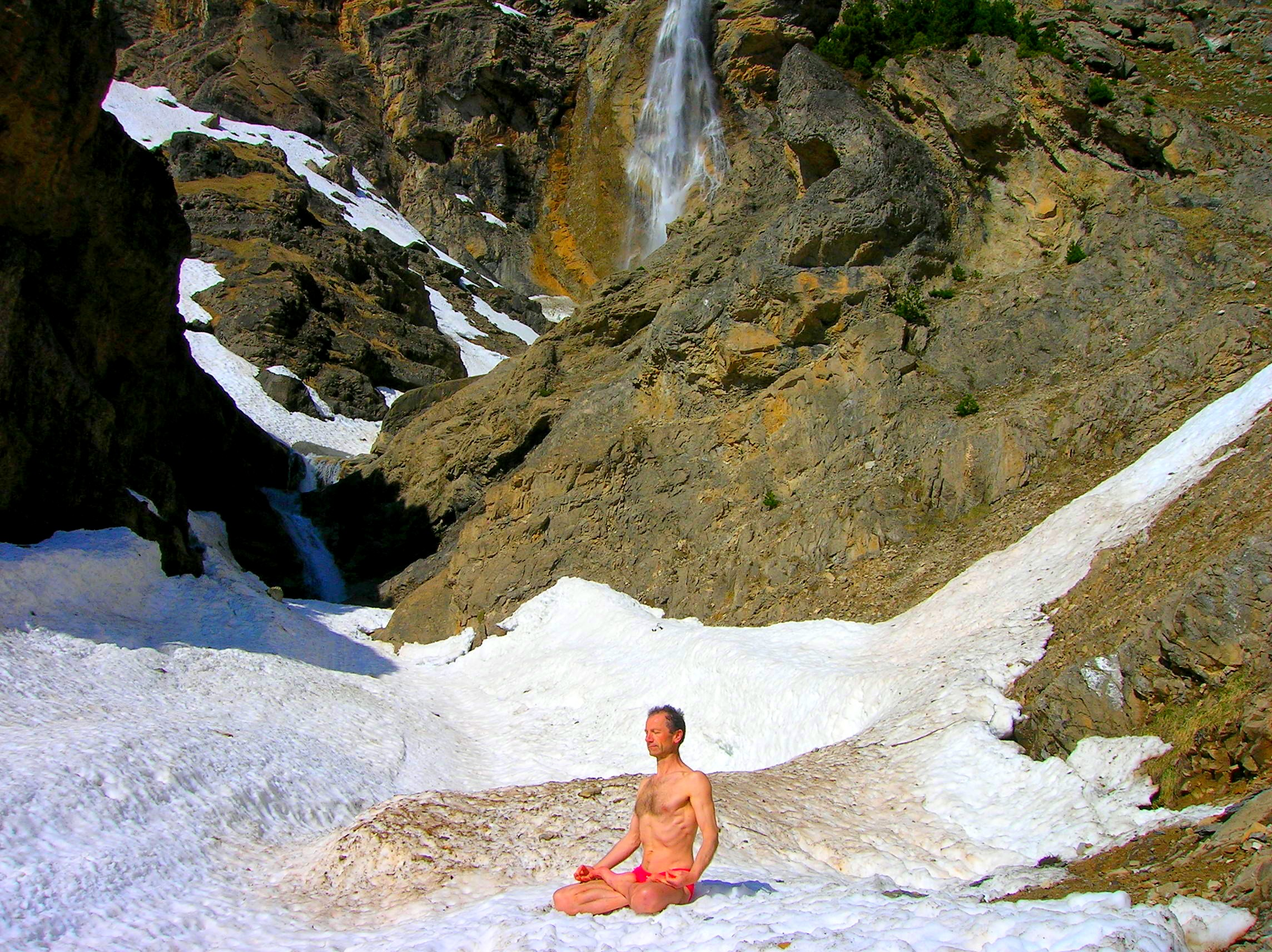
Tummo-Praxis in den Pyrenäen

Tummo (tibetisch für „innere Hitze, inneres Feuer, Grimmiger, rasendes Weib“; Sanskrit चण्ड, IAST-Transliteration caṇḍālī bzw. caṇḍa) ist eine Atmungstechnik und fortgeschrittene, tantrische Meditationstechnik des Vajrayana-Buddhismus. Äußeres Ziel und damit der Ursprung des Namens dieser kontemplativen Praxis ist die bewusste starke Erhöhung der Körpertemperatur bei gleichzeitiger Immunisierung gegen niedrige Umgebungstemperaturen ohne die Zuhilfenahme von Fremdmitteln.
Inneres Ziel dieser Geistesübung ist die gerichtete Energielenkung von innen nach außen, um so negative Gefühle, Gedanken und Haltungen durch „Verbrennen“ auszulöschen.

## Herkunft
Diese v. a. durch den tibetischen Buddhismus bekannt gewordene Meditationstechnik ist zurückzuführen auf den tibetischen Meister Nāropa (1016–1100). In seinen Sechs Yogas von Naropa (auch: Sechs Doktrinen des Naropa od. Sechs Dharmas des Naropa, tibetisch ནཱ་རོ་ཆོས་དྲུག་, Wylie-Transliteration nA ro chos drug) dokumentierte er die Technik der „Mystischen Hitze“ erstmals schriftlich und bereitete sie systematisch auf. Er wiederum bekam seine Fähigkeiten und Kenntnisse von seinem Lehrer Tilopa (988–1069) in langen Jahren harten und fordernden Geistestrainings sowie zahlreichen praktischen Übungen vermittelt, die z. T. auch geheimen Lehrlinien folgten. So soll Tummo bis ins 10. Jahrhundert unserer Zeitrechnung ausschließlich mündlich überliefert worden sein. Auch die tibetische Bön-Religion lehrt Tummo.
Eine der bekanntesten Tummo  praktizierenden Personen war Milarepa (1040–1123), der bei den Tibetern eine einem Nationalheiligen ähnliche Stellung genießt. Der zweite Teil seines vollständigen Namens, Jetsün Milarepa, leitet sich unmittelbar aus der Vervollkommnung dieser Meditationstechnik her: Die Repa, ein einfaches Baumwollgewand, soll zu jeder Jahreszeit eine ausreichende Bekleidung für ihn gewesen sein.

## Technik
Die Praxis von Tummo setzt, bedingt durch ihre äußerst kraftvolle, energetische Emanation, also ihre spezifische Entfaltungswirkung, ein gewisses Mindestmaß an meditativer Fähigkeit und spiritueller Kenntnis voraus. Dies wird im tibetischen Buddhismus durch sogenannte Vorbereitungsübungen sichergestellt. Der Versuch, die Technik anzuwenden, ohne entsprechende Grundlagen zu haben, kann laut Stanislav Grof mitunter zu schwerwiegenden physischen und psychischen Komplikationen führen.
Entsprechend ihrer historischen Herkunft aus dem vedischen Yoga sind die maßgeblichen Elemente
- die Körperhaltung (Sanskrit आसन, IAST-Transliteration āsana),
- die Gestik (Sanskrit मुद्रा, IAST-Transliteration mudrā),
- die Beherrschung des Atems (Sanskrit प्राणायाम, IAST-Transliteration prāṇāyāma),
- die Selbst-lose Versenkung (Sanskrit ध्यान, IAST-Transliteration dhyāna) und
- die affirmative Sensualisierung (überwiegend visuell und haptisch).

Durch zeitlich und inhaltlich fein aufeinander abgestimmtes Zusammenwirken der genannten Bestandteile wird die Lebensenergie (Sanskrit प्राण, IAST-Transliteration prāṇa, auch Kundalini, tibetisch རླུང་, Wylie-Transliteration rLung, chinesisch Qi) durch die Energiekanäle (Sanskrit नाडी, IAST-Transliteration nāḍī, tibetisch རྩ་, Wylie-Transliteration rTsa) auf definierte Hauptenergiezentren (Sanskrit चक्र, IAST-Transliteration cakra, tibetisch ཁོར་ལོ་, Wylie-Transliteration kHor lo) so konzentriert, dass eine evozierte Katharsis zur Erhöhung der Körpertemperatur führt.

## Forschung
Zur wissenschaftlichen Untersuchung wurden mehrere Studien durchgeführt (Benson et al., 1982; Cromie, 2002; Richard Davidson 2006). Schon in den ersten Experimenten im indischen Dharamsala konnte infolge des Einsatzes der Tummo-Technik eine Erhöhung der Temperatur in den Fingern der Probanden um bis zu 8,3 °C gemessen werden. Aus physiologischer Sicht wird ein kausaler Zusammenhang zwischen der Ausübung der Technik und den beobachtbaren Veränderungen damit in Verbindung bringbarer biologischer Zustandsgrößen u. a. mit einer Sensibilisierung der Wahrnehmung innerkörperlicher Vorgänge und einem darauf beruhenden, zumindest partiellen, bewussten Eingreifen auf dieselben (s. a. Psychosomatik, Biofeedback) begründet.
Der Niederländer Wim Hof brach 2011 mit der Methode den Weltrekord im Eisbaden, als er 1 Stunde, 52 Minuten und 42 Sekunden bis zum Hals in Eiswasser stand.

### Deutsche Bücher
- Brennan, H.J.: Mönche, Magier und Schamanen. Die geheimen Praktiken der spirituellen Meister Tibets, Verlag: Ansata (3. August 2006), ISBN 978-3-7787-8188-3
- David-Néel, Alexandra: Heilige und Hexer. Glaube und Aberglaube im Lande des Lamaismus. W.A. Brockhaus, Leipzig, 1931. Keine ISBN
- David-Néel, Alexandra: Mein Weg durch Himmel und Höllen. Fischer Taschenbuch Verlag, Frankfurt/main, 2007. ISBN 978-3-596-16458-5
- Evans-Wentz, Walter Y.: Milarepa, Tibets großer Yogi. O.W. Barth, Frankfurt/Main 1998. ISBN 3-502-65191-4
- Govinda, Anagarika: Der Weg der weißen Wolken. Erlebnisse eines buddhistischen Pilgers in Tibet. O.W. Barth bei Scherz, Frankfurt/Main 2004. ISBN 3-502-61148-3
- Yeshe, Lama Thubten: Inneres Feuer. Eine Meditationspraxis aus den Sechs Yogas von Naropa. Diamant Verlag, München/Deutschland 2007. ISBN 3-9805798-6-7

### Anderssprachige Bücher
- Brennan, J.H.: Tibetan magic and mysticism. Llewellyn Worldwide, Woodbury, MN/USA 2006. ISBN 0-7387-0713-9
- Mullin, Glenn H.: The Practice of the Six Yogas of Naropa. Snow Lion Publications, Ithaca, NY/USA 2006. ISBN 1-55939-256-8
- Mullin, Glenn H.: The Six Yogas of Naropa: Tsongkhapa’s Commentary. Snow Lion Publications, Ithaca, NY/USA 2005. ISBN 1-55939-234-7

### Veröffentlichungen in Zeitschriften
- Benson, Herbert; Lehmann, John W.; Malhotra, M. S., Goldman, Ralph F.; Hopkins, Jeffrey; Epstein, Mark D.: Body temperature changes during the practice of g Tum-mo yoga. Letter to Nature Magazine, 21 January 1982. Nature 295, 234 – 236
- Cromie, William J.: Research: Meditation changes temperatures: Mind controls body in extreme experiments. Cambridge, MA: Harvard University Gazette, 18. April 2002
- Davidson, Richard J.; Lutz, Antoine; Dunne, John D.: Meditation and the Neuroscience of Consciousness: An Introduction (in: Moscovitch, Morris; Zelazo, Philip; Thompson, Evan: Cambridge Handbook of Consciousness, Kap. 19, S. 499–554). Cambridge University Press, Cambridge, MA, (USA), Nov 2006.
- Ding-E Young, John and Taylor, Eugene: Meditation as a Voluntary Hypometabolic State of Biological Estivation . News in Physiological Sciences, Band 13, No. 3, 149–153, June 1998
- Evans-Wentz, Walter Y. (Editor): Tibet’s Great Yogi Milarepa: A Biography from the Tibetan being the Jetsün-Kabbum or Biographical History of Jetsün-Milarepa, According to the Late Lama Kazi Dawa-Samdup’s English Rendering. USA: Oxford University Press, 2000
- Lukoff, David; Lu Francis G. & Turner, Robert P.: From Spiritual Emergency to Spiritual Problem: The Transpersonal Roots of the New DSM-IV Category. Journal of Humanistic Psychology, 38(2), 21–50. 1998

### Internet
- http://lib.semi.ac.cn:8080/tsh/dzzy/wsqk/Nature/295-234.pdf – Nature (21 January 1982) – Body temperature changes during the practice of g Tum-mo yoga, Study performed in February 1981 (auf Englisch)
- http://www.news.harvard.edu/gazette/2002/04.18/09-tummo.html – Harvard University Gazette – Meditation Changes Temperature (auf Englisch)